# ゴースト もういちど抱きしめたい
『ゴースト もういちど抱きしめたい』（ゴースト もういちどだきしめたい）は、2010年の日本映画で、1990年のアメリカ映画『ゴースト/ニューヨークの幻』のリメイク映画である。

## 概要
本作はパラマウント・ピクチャーズ初となる日本映画作品である。監督は劇場映画デビューとなる大谷太郎。出演は松嶋菜々子とソン・スンホン。
2006年頃、ロサンゼルスのパラマウント社から呼び出されたプロデューサーの一瀬隆重が、日本映画を製作したいので何か良いアイデアはないか聞かれ、好きな作品である『ゴースト/ニューヨークの幻』のリメイクを提案したことから企画が始まり、2010年5月に製作発表が行われた。撮影は同年6月中旬から7月30日まで行われた。
キャッチコピーは「見えなくても 触れられなくても あなたをずっと想いつづける」。
2010年11月12日以降ミヤギテレビほかでテレビ特番『NEWS ZEROが見た映画「ゴースト もういちど抱きしめたい」公開直前SP』（55分枠）と『映画情報「シネマガ」拡大版映画『ゴースト もういちど抱きしめたい』公開記念SP』（30分枠）が放送。一部の上映館では日本語字幕版を上映。2010年11月25日より韓国での約100スクリーンでの公開のほか、台湾、シンガポール、タイなどアジア5カ国でも公開が予定されている。
2010年11月13日から全国305スクリーンで公開され、9日間成績が動員34万5、690人（309スクリーン）、興行収入4億386万500円となった。

## ストーリー
大企業『アイ・アクロス』経営の星野七海は誕生日パーティーの帰り道に公園で陶芸家志望の韓国人キム・ジュノと運命的な出会いを果たし恋に陥るも、事件に巻き込まれ命を落としてしまう。彼には見えないゴーストとなって彼の傍に留まり続ける事を選ぶが、彼女の事件はジュノをも巻き込もうとしていた。

## キャスト
- 星野七海 - 松嶋菜々子
- キム・ジュノ - ソン・スンホン（宋承憲）
- 上条未春 - 鈴木砂羽
- 黒田竜二 - 橋本さとし
- 少女のゴースト - 芦田愛菜
- 中村良一 - 宮川大輔
- 加藤美幸 - 黒沢かずこ（森三中）
- 阿部刑事 - 嶋田久作
- 高田刑事 - 波岡一喜
- 隣の家のおばさん - 白川由美（友情出演）
- インタビュアー - 西尾由佳理（公開当時日本テレビアナウンサー）
- 救急車内で死亡した男性 - 温水洋一
- 加藤幸子 - 松金よね子
- ばあや - 樋田慶子
- 運天五月 - 樹木希林

## スタッフ
- 原作 - ブルース・ジョエル・ルービン
- 監督 - 大谷太郎
- 脚本 - 佐藤嗣麻子、中園ミホ
- 製作指揮 - 宮崎洋、岡崎市朗
- 製作 - 大山昌作、Andrew Cripps、中村美香、野田助嗣、阿佐美弘恭、村上博保、Katharine Kim、Hyungchan Bae、平井文宏、原知行
- エグゼクティブ・プロデューサー - 奥田誠治
- コー・エグゼクティブ・プロデューサー - 菅沼直樹
- プロデューサー - 一瀬隆重
- コー・プロデューサー - 三木裕明
- アソシエイト・プロデューサー - 三田真奈美、星野恵
- 撮影 - 石坂拓郎
- 照明 - 舘野英樹
- 美術 - 矢内京子
- 美術アドバイザー - 種田陽平
- 装飾 - 鈴村高正
- 録音 - 石貝洋
- 音楽 - 大島ミチル
- 音楽プロデューサー - 廣田次徳
- 編集 - 深沢佳文
- 現像 - IMAGICA
- 視覚効果 - 松本肇
- 陶芸指導 - 額賀章夫
- 助監督 - 小笠原直樹
- 製作担当 - 宿崎恵浩
- ライン・プロデューサー - 福島聡司
- 製作 - 「ゴースト」製作委員会（日本テレビ放送網、パラマウント プロダクションズ ジャパン、PPM、松竹、D.N.ドリームパートナーズ、読売テレビ放送、CJ Entertainment Inc. CJ Entertainment Japan、バップ、CELL/STV・MMT・SDT・CTV・HTV・FBS）
- 制作プロダクション - オズ
- 配給 - パラマウント ピクチャーズ ジャパン、松竹

## 主題歌
平井堅『アイシテル』
映画にちなみ、PVではゴーストのように棺桶から起きて歌う演出をしている。PVの監督は三木孝浩。

## オリジナルとの対比
- サム・ウィート（主人公） → 星野七海
- モリー・ジェンセン（陶芸家の恋人） → キム・ジュノ
- オダ=メイ・ブラウン（霊媒師） → 運天五月
- カール・ブルーナー（主人公の友人） → 上条未春
- ウィリー・ロペズ（主人公を殺した人物） → 黒田竜二
- 地下鉄のゴースト（主人公に協力する幽霊）→ 少女のゴースト

## 受賞
- 第34回日本アカデミー賞新人俳優賞（芦田愛菜）[7]